# Брукшайр, Том
Томас Джефферсон Брукшайр (англ. Thomas Jefferson Brookshier; 16 декабря 1931, Розуэлл, Нью-Мексико — 29 января 2010, Уинневуд, Пенсильвания) — профессиональный американский футболист, тренер и комментатор. Играл на позиции корнербека. Всю свою карьеру в НФЛ провёл в составе клуба «Филадельфия Иглз». Победитель чемпионата НФЛ 1960 года, двукратный участник Пробоула. Член клубного Зала славы «Иглз», его игровой № 40 выведен в команде из обращения.
На студенческом уровне выступал за команду Колорадского университета. Дважды включался в состав сборной звёзд конференции Big 7.Во время учёбы также занимался бейсболом. На драфте НФЛ 1953 года был выбран в десятом раунде.
В 1954 и 1955 годах входил в тренерский штаб футбольной команды Академии ВВС. После завершения спортивной карьеры работал на телевидении и радио. С 1970 по 1981 год был одним из ведущих комментаторов канала CBS, работал на трёх Супербоулах.

## Биография
Томас Брукшайр родился 16 декабря 1931 года в Розуэлле. Он был одним из пяти детей в семье и уже подростком начал работать в автомастерской, принадлежавшей его отцу. Во время учёбы в старшей школе Розуэлла он играл в футбол, баскетбол и бейсбол, во всех трёх видах спорта входил в число лучших в штате. После её окончания Брукшайр поступил в Колорадский университет в Боулдере. С 1950 по 1952 год он играл за его футбольную команду в турнире NCAA, дважды его выбирали в команду звёзд конференции Big 7. На поле он выходил в защите, нападении и на возвратах пантов и начальных ударов. Также Брукшайр был реливером университетской бейсбольной команды, он отличался хорошим фастболом и плохим контролем подачи.
В 1953 году на драфте НФЛ он был выбран «Филадельфией» в десятом раунде под общим 117 номером. В своём первом же сезоне Брукшайр сделал восемь перехватов. В университете он обучался на курсах офицеров запаса и получил звание лейтенанта. В 1954 году он поступил на службу в ВВС США и в течение двух лет входил в тренерский штаб команды Академии ВВС. В 1956 году Брукшайр вернулся в «Филадельфию» и выступал за команду ещё шесть сезонов. Карьеру он завершил из-за тяжёлого перелома ноги, полученного в 1961 году. Суммарно в регулярных чемпионатах НФЛ он сыграл 76 матчей, все в стартовом составе, сделал 20 перехватов. В 1959 и 1960 годах его выбирали в число участников Пробоула. В сезоне 1960 года Брукшайр вместе с командой стал победителем чемпионата НФЛ, обыграв в финале «Грин-Бэй Пэкерс» 17:13. За свои заслуги он был введён в Зал славы Иглз и избран в Зал спортивной славы Филадельфии. Игровой № 40, под которым он выходил на поле, выведен в клубе из обращения.
В 1962 году Брукшайр начал работать комментатором на радио и телевидении в Филадельфии, затем стал программным директором станции WCAU. С 1970 по 1981 год он и Пэт Саммеролл составляли ведущую пару комментаторов канала CBS. Оба ранее играли в футбол и их дуэт стал первым подобным на телевидении. Они работали на трёх Супербоулах, ряди значимых студенческих матчей, Пробоулах. В 1977 году Брукшайр сыграл самого себя в фильме «Чёрное воскресенье». С 1981 по 1987 год он выступал на CBS в роли аналитика, затем работал на местных станциях в Филадельфии.
Брукшайр был женат, вместе с супругой Барбарой они вырастили двух дочерей и сына. В 2009 году ему диагностировали рак жёлчного пузыря. Он скончался 29 января 2010 года в возрасте 78 лет.

#### Статистика выступлений в НФЛ

##### Регулярный чемпионат
| Сезон | Команда          | Игры | Захваты | Захваты | Захваты | Захваты | Захваты | Перехваты | Перехваты | Перехваты | Перехваты | Перехваты | Фамблы | Фамблы | Фамблы | Фамблы |
| Сезон | Команда          | Игры | Solo    | Ast     | Tot     | Loss    | Sk      | Int       | Yds       | Y/R       | TD        | PD        | FR     | Yds    | TD     | FF     |
| ----- | ---------------- | ---- | ------- | ------- | ------- | ------- | ------- | --------- | --------- | --------- | --------- | --------- | ------ | ------ | ------ | ------ |
| 1953  | Филадельфия Иглз | 11   | —       | —       | —       | —       | —       | 8         | 41        | 5,1       | 0         | —         | 1      | 0      | 0      | —      |
| 1956  | Филадельфия Иглз | 11   | —       | —       | —       | —       | —       | 1         | 31        | 31,0      | 0         | —         | 1      | 0      | 0      | —      |
| 1957  | Филадельфия Иглз | 12   | —       | —       | —       | —       | —       | 4         | 74        | 18,5      | 0         | —         | 0      | 0      | 0      | —      |
| 1958  | Филадельфия Иглз | 11   | —       | —       | —       | —       | —       | 1         | 0         | 0,0       | 0         | —         | 2      | 0      | 0      | —      |
| 1959  | Филадельфия Иглз | 12   | —       | —       | —       | —       | —       | 3         | 13        | 4,3       | 0         | —         | 3      | 0      | 0      | —      |
| 1960  | Филадельфия Иглз | 12   | —       | —       | —       | —       | —       | 1         | 14        | 14,0      | 0         | —         | 0      | 0      | 0      | —      |
| 1951  | Филадельфия Иглз | 7    | —       | —       | —       | —       | —       | 2         | 20        | 10,0      | 0         | —         | 1      | 0      | 0      | —      |
| Всего | Всего            | 71   | —       | —       | —       | —       | —       | 20        | 193       | 9,7       | 0         | —         | 8      | 0      | 0      | —      |